# Corral Falso (Atoyac de Álvarez)
Corral Falso es una localidad del estado mexicano de Guerrero. Es parte del municipio de Atoyac de Álvarez.

## Demografía
| Gráfica de evolución demográfica |
|                                  |

| Censo | Población |
| ----- | --------- |
| 1900  | 539       |
| 1910  | 612       |
| 1921  | 590       |
| 1930  | 1 018     |
| 1940  | 1 171     |
| 1950  | 1 129     |
| 1960  | 1 549     |
| 1970  | 1 880     |
| 1980  | 1 629     |
| 1990  | 1 536     |
| 2000  | 1 584     |
| 2010  | 1 322     |
| 2020  | 1 206     |